# Reinhold Feix
Reinhold Feix (* 3. Juli 1909 in Nová Ves nad Nisou (Neudorf an der Neiße); † 30. Mai 1969 in Amberg) war ein deutscher SS-Oberscharführer, Kommandant der Wachkompanie im Vernichtungslager Belzec und Kommandant des SS-Zwangsarbeitslagers Budzyń.

## Leben
Feix lebte vor Ausbruch des Zweiten Weltkriegs in Jablonec nad Nisou (Gablonz an der Neiße), war von Beruf Friseur, verheiratet und hatte zwei Kinder. Am 9. März 1939 beantragte er die Aufnahme in die NSDAP und wurde rückwirkend zum 1. November 1938 aufgenommen (Mitgliedsnummer 6.482.515).
Er war Mitglied der SS und erhielt eine Ausbildung im SS-Ausbildungs- und Arbeitslager Trawniki. Wahrscheinlich im Sommer 1942 wurde Feix von Trawniki in das Vernichtungslager Belzec versetzt, wo er Kommandant einer Wachkompanie war. Außerdem gehörte er zu den SS-Männern, welche die „Schleuse“ überwachten, einen speziellen Korridor, durch den die jüdischen Opfer vom Entkleidungsraum zu den Gaskammern gebracht wurden. Er beaufsichtigte auch die Häftlinge, welche die Leichen der vergasten Opfer in den Massengräbern beerdigten. Feix war auch aktiv an einem Massaker vom 4. Oktober 1942 beteiligt, als mehr als 50 Polen und Ukrainer aus Lubycza Królewska und den umliegenden Dörfern ermordet wurden, weil sie angeblich die Ställe angezündet hatten, in denen der Lagerkommandant Gottlieb Hering seine Lieblingspferde hielt.
Von Dezember 1942 bis August 1943 wurde Feix nach dem SS-Unterscharführer Otto Hantke und dem SS-Oberscharführer Heinrich Stoschek der dritte Kommandant des Zwangsarbeitslagers in Budzyń, gefolgt von den Kommandanten Otto Mohr und Fritz Tauscher. Dort lernte er auch Amon Göth kennen, den späteren Kommandanten des Konzentrationslagers Płaszów. Nach Zeugenberichten galt Feix als einer der grausamsten Mitglieder der Lagermannschaft. So wurde der Inhaftierte Jakub Szabmacher, der sich später Jack Terry nannte, Zeuge, wie Feix am 8. Mai 1943 während einer „Selektion“, bei der Neuankömmlinge im Lager in Kinder, Frauen und Männers aufgeteilt wurden, seine Mutter und seine Schwester erschoss. Feix betrachtete den 6–7 Jahre alten jüdischen Jungen Malpe (von den Lagerinsassen auch Ape oder Borscht genannt) als sein persönliches „Maskottchen“; der Junge musste eine SS-Uniform tragen und eine Peitsche mitführen und dem Kommandanten assistieren.
Im Prozess gegen Adolf Eichmann beschrieb David Wdowinski, Überlebender aus Budzyń, die Ankunft im Lager:

„In ca. 1 km Entfernung sahen wir das Lager Budzyn, ein echtes SS-Lager, ein eingezäuntes Rechteck mit vier Wachtürmen, einen an jeder Ecke. Ukrainische Wachposten standen darauf, Maschinengewehre waren installiert. Direkt vor uns war das Lagertor. Rechts von uns ein Wachhäuschen, auf der anderen Straßenseite Gebüsch und eine Gruppe junger Kiefern. Das war der letzte Grenzstein der Freiheit. Noch waren wir außerhalb des Tores.
Hinter dem Stacheldraht ein großer Platz und eine Reihe Baracken. Das Lager war nicht größer als ein Fußballplatz, umgeben von offenem Gelände und weiter weg einem Kiefernwald.
Kommandant Feiks (Feix) befahl uns, in zwei Reihen zu stehen. Dann ging er auf einen Juden zu und befahl ihm hervor zu treten und sich auszuziehen. Dieser folgte dem Befehl und zog seinen Mantel aus. Feiks begann zu schreien: ‚Beeilung! Ganz ausziehen!‘ Dies zog sich hin, bis der Mann vollständig nackt war. Dann zog Feiks seinen Revolver (Pistole?), erschoss den Mann und sagte: ‚Das wird mit jedem von Euch gemacht, wenn Ihr nicht alles, was Ihr habt, abliefert. Und dies ist nur ein Beispiel!‘ Er verlangte Gold, Silber, wertvolle Kleidung, Koffer und so...
Am selben Tag sah er einen älteren Mann. Feiks zu dem Mann: ‚Du alter Hund, bist Du noch am Leben?‘ Dann befahl er den Ukrainern, den Mann zu erschießen und ging weiter. Wir umringten den Mann und die Ukrainer konnten ihn nicht finden. Eine halbe oder eine Stunde später kam der Kommandant zufällig zurück und sah den alten Mann. Er zog den Revolver und erschoss ihn. Pupko war ein bekannter Doktor aus Warschau, beliebt und anerkannt von den dortigen Juden .“

Wdowinski beschrieb auch einen anderen Vorfall mit einem Gefangenen namens Bitter, der mit Geld erwischt worden war. Feix verprügelte ihn und befahl ihn zu hängen. Das Seil riss aber, und Feix war der Meinung, dass es nicht nötig war, den Mann erneut zu hängen. Weil eine Kugel Verschwendung sei, befahl er Bitters Kameraden, diesen umzubringen. Ein Appell wurde angeordnet. Jedem der 2.000 Juden wurde ein Stock gegeben und befohlen, Bitter zu Tode zu prügeln.
Im Mai 1943 wurde das Ghetto Belzyce aufgelöst und ein Teil der Häftlinge in das Zwangsarbeitslager Trawniki deportiert, wobei Feix die Aktion leitete. Feix und eine Gruppe ukrainischer SS-Mitglieder befahlen den Juden, sich zu versammeln. Feix hielt etwa 100 Frauen und 200 bis 300 Männer zur Arbeit in Budzyń zurück. Die restlichen 500 bis 600 Häftlinge, darunter 100 Männer, 150 Kinder und 200 bis 300 Frauen wurden erschossen.
Die weitere Biografie von Feix bis zum Kriegsende ist nicht bekannt. Nach der Kapitulation des Dritten Reichs ließ er sich in Westdeutschland nieder. Für die im besetzten Polen begangenen Verbrechen wurde er nie vor Gericht gestellt. Feix starb Ende Mai 1969 in seinem Haus in Amberg.